# Чеппо-Мореллі
Чеппо-Мореллі (італ. Ceppo Morelli, п'єм. Ciach Moril) — муніципалітет в Італії, у регіоні П'ємонт,  провінція Вербано-Кузіо-Оссола.
Чеппо-Мореллі розташоване на відстані близько 580 км на північний захід від Рима, 105 км на північ від Турина, 37 км на захід від Вербанії.
Населення — 333 особи (2014).

## Демографія
Населення за роками:

Станом на 1 січня 2023 року в муніципалітеті офіційно проживали 3 іноземці з 2 країн, серед них 2 громадяни України.

## Сусідні муніципалітети
- Антрона-Ск'єранко
- Банніо-Анцино
- Каркофоро
- Макуньяга
- Саас-Альмаджелль
- Ванцоне-кон-Сан-Карло